# International Design Awards
International Design Awards és un concurs anual de disseny per a arquitectes, artistes i qualsevol empresa de disseny mundial. Els guanyadors són convidats a la gala de celebració a Milà, Itàlia. El premi fou creat el 2010.
El concurs comprèn dissenys de mobles, interiorisme, dispositius electrònics, arquitectura, packaging, disseny gràfic, disseny de joies, pàgines web i altres.

## Categories
- Disseny d'espais interiors i d'exhibicions[3]
- Disseny de mobles i altres objectes decoratius domèstics
- Disseny de packaging
- Disseny gràfic i de comunicació visual
- Disseny arquitectònic, edificis i estructures
- Disseny de dispositius electrònics i digitals
- Disseny de rellotges, joies i ulleres
- Disseny de productes i projectes d'il·luminació
- Disseny d'electrodomèstics
- Disseny d'eines per a cuinar
- Disseny d'escultures, pintures i artesania
- Disseny de mobles per a sanitaris
- Disseny de vehicles i mobilitat en general
- Disseny d'accessoris de moda i vaitges
- Disseny de joguines i modelisme
- Disseny d'equips de recerca, medicina i científics
- Disseny de mobiliari urbà
- Disseny de comunicació, màrqueting i publicitat
- Disseny d'estructures i components de construcció
- Disseny d'iots i altres barques
- Disseny de programari, apps i tecnologies mòbils
- Disseny en arts culinàries i begudes
- Disseny d'interfícies d'usuari
- Disseny de moda de vestir
- Disseny de moda d'esports
- Disseny de material d'oficina
- Disseny de curtmetratges i animacions
- Disseny de pàgines web
- Disseny futurístic
- Disseny del sector turístic, recreatiu i hospitalari
- Disseny fotogràfic

## Altres premis similars
- IF product design award: és un premi de disseny internacional concedit a Alemanya.
- Plus x award: és un premi d'innovació tecnològica internacional concedit a Alemanya.
- DME award: és un premi europeu a la gestió del disseny.
- Red Dot Design Award: és un premi de disseny internacional concedit a Alemanya.
- Good Design Award (Japó): és un premi de disseny industrial organitzat anualment per l'institut japonès de la promoció al disseny.
- Good Design Award (Chicago): és un premi de disseny industrial organitzat anualment pel museu d'arquitectura i disseny de Chicago.
- Premis delta FAD: és un premi de disseny organitzat anualment pel FAD Barcelona.
- Edison Awards: és un premi a la innovació de productes i serveis.